# 空の成分
『空の成分』（そらのせいぶん）は、桃栗みかんの漫画作品。単行本は全1巻。

## 概要
桃栗みかんにとって2作目の漫画作品で、初のオリジナル作品。ジャンルはボーイズラブ。また、後の作品に見られるようなコメディ要素もほとんどなく、キャラクターの心理描写に重点を当てている。

## あらすじ
恋人であるつぐみを追うかのように同じ高校へ入学した岡本和臣は、中学から続けていたバスケットボールを部活動に選択する。同時にバスケ部に入部した小泉と出会い、彼との練習に心を躍らせるが、個人プレーに走る和臣を顧問は試合のメンバーから外す。プライドを傷つけられた和臣は退部してやさぐれ、小泉にも冷たく当たってしまう。互いの存在を気にしながらもすれ違う二人は……。

## 登場人物
岡本和臣（おかもと かずおみ）
本作の主人公。高校1年。背も高く顔もかっこいい。バスケットボールが好きで、その実力も高い。高校でも中学に引き続いてバスケットボール部に入るが……。従姉弟のつぐみとは恋人関係。
小泉（こいずみ）
和臣と同じクラスの同級生。体格は小さく、顔立ちはまるで女子と見紛う程の美少年で、クラスの男子生徒からも可愛いと評される。バスケットボール部への入部動機は「背を伸ばしたい」だが、その裏には……？
つぐみ
高校2年。和臣の従姉弟・先輩であると同時に、彼の恋人。かなりの美人だが割と気が強く、少々嫉妬深い性格。岡本家に居候している。幼少の頃に事故で和臣にポットの湯を背中にかけられ、以前はその傷が元で苛められていた。
田中信吉（たなか しんきち）
岡本、小泉の同級生。少し小太りで岡本に対して「かずちゃん」と呼ぶなど、人懐っこい性格。
原田（はらだ）
中学時代は和臣と一緒にバスケットボール部にいた別の高校の生徒。小泉に一目惚れしてしまう。
白井（しらい）
髪の毛を二つ括りのおさげにした小柄なつぐみの友人。彼女の存在はつぐみにとって心の支え。

## 単行本
- 1997年4月28日刊行 ISBN 4-08-862366-5